# إمارة بني كلب (صقلية)

إيطاليا في عام 1000

بنو كلب بن وبرة هم سلالة حكام لجزيرة صقلية الأوروبية، وأسسها الحسن الكلبي عام 336 هـ/ 948م، كانوا قد عينهم الفاطميين، ثم استقلوا بالجزيرة عنهم، وأصبحت إمارة مستقلة تحكمها سلالة بني كلب بعد العام 948م، وقد دامت فترة حكمهم من 336هـ/948م إلى 444 هـ/ 1053م.

## المقدمة
في عام 212 هـ/827 م، وفي عز الخلافات الداخلية البيزنطية، وصل جيش للأغالبة تعداده 10,000 جندي وسبعمئة خيال ب100 سفينة أقلتهم من أفريقية إلى مارسالا بصقلية، تحت إمرة القائد أسد بن الفرات. واحتلت باليرمو عام 831 واضحت العاصمة الجديدة للجزيرة إلى اليوم. سقطت سراقوسة عام 878 وسقطت آخر معاقل البيزنطيين وهي تاورمينا عام 902. وقد استمرت غارات المسلمين على جنوب إيطاليا وظهرت دويلات صغيرة مثل إمارة باري وتارانتو. وخلال تلك المدة ظهرت قوة إسلامية جديدة أسمها الفاطميين.

## الحكم
بعد أن اخمد الفاطميين ثورة اشتعلت بالجزيرة. عين المنصور بالله الفاطمي الحسن بن علي بن أبي الحسين الكلبي أميرا لصقلية سنة 336 هـ/ 948م قبل أنتقال عاصمة ملكهم من أفريقية إلى القاهرة عام 359 هـ/ 969 م. وكانت هذه الأسرة من أخلص أعوان الفاطميين، ولأفرادها مواقف جليلة في خدمة الدولة الفاطمية أثناء ثورة أبي يزيد، وتقديراً لخدمات الحسن بن علي فقد كافأه المنصور الفاطمي بولاية صقلية، وتلقته بلرم كما كانت تتلقى من قبله من الولاة، إذ كانت أطماع الرؤساء المحليين لا تزال مصدراً للقلق في المدينة. وكان آل الطبري هم زعماء المقاومة فيها. ولم يكن مع الحسن حينما نزل صقلية جيش يعتمد عليه في مقاومة المشاغبين، ولكنه استطاع بدهاء فذ أن يفسد خططهم. ووجد في بلرم جماعة قد سئموا كثرة التقلب ورغبوا في السلامة فانضموا إلى الوالي الجديد وانحاز إليه أصحاب الدواوين وكل من يريد العافية. ولما ثبتت قدمه في المدينة قبض على أهل الفتنة وصادر أموالهم. واستمر الحسن بن علي يغزو ويتوسع في جزيرة صقلية، حتى عزله المعز بعد ولاية استمرت خمس سنين ونيف، وولى إبنه أحمد بن الحسن مكانه. واستمر أحمد واليا عليها مدة ست عشرة سنة حتى تم عزله وتعيين أخوه أبا القاسم علي بن الحسن، الذي وصلها في منتصف شعبان سنة 359 هـ. وفي عام 372 هـ/ 982م دخل أبو القاسم الأراضي الإيطالية وقابل بجيشه جيش أوتو الثاني الألماني بمعركة ستيلو في كروتوني بولاية كالابريا، وهزمهم ولكنه قتل بتلك المعركة.

## فترة الضعف
تولى الأمر بعد أبو القاسم ابنه جابر بن أبي القاسم حتى وصل صقلية جعفر بن محمد بن الحسين بن علي بن أبي الحسين أميراً عليها من العزيز الفاطمي وكان جعفر المذكور مواظباً للعزيز خليفة مصر قريباً إِليه جداً فلما استشهد أبو القاسم أرسله العزيز إِليها فسار جعفر إِلى صقلية وبقي واليا عليها حتى مات في سنة 375 هـ فولى أخوه عبد الله بن محمد حتى توفي في سنة 379 هـ/ 990 م وتولى بعده ابنه أبو الفتح يوسف بن عبد الله الملقب بثقة الدولة (379-388 هـ/ 990-998 م) وأتاه سجل من العزيز من مصر بذلك، وأحسن السيرة فضبط الجزيرة وأحسن إلى الرعايا وأرسى بجلائله وفضائله كل من كان قبله نم بني أبي الحسين. وكانت أيام الناس بصقلية في مدته على أفضل ما يشتهون. وقد ضبط البلد ضبطاً عظيماً واستقامت له الأمور، وظهر من كرمه وجوده على سائر الناس ما لا يحيط به وصف. وكان بلاطه في بلرم مقصد العلماء والأدباء وظل قائماً بالأمر خير قيام حتى أصابه فالج عطل نصفه الأيسر في سنة 388 هـ/998م، فتنازل لابنه جعفر الذي لقب بتاج الدولة فبقي مدة ثم أحدث على أهل صقلية مظالم فخرجوا عن طاعته وحصروا جعفر المذكور في القصر فخرج إِليهم والده يوسف وهو مفلوج في محفة ورد الناس وشرط لهم عزل جعفر فعزله وولى موضعه أخاه تأييد الدولة أحمد الأكحل بن يوسف وتولى الأكحل في المحرم سنة 410 هـ/1017م وبقي الأكحل حتى خرج عليه أهل صقلية وقتلوه في سنة 427 هـ/1037م ولما قتلوا الأكحل ولوا أخاه الحسن صمصام الدولة فجرى في أيامه اختلاف بين أهل الجزيرة وتغلبت الخوارج عليه. وانقسمت الجزيرة إلى دويلات صغيرة. حتى مات عام 1053 وبموته انقطعت السلالة الكلبية. وبعدها بسنوات قلائل عام 1061م دخل النورمان الجزيرة بقيادة روجر الأول.

## الآثار الباقية
يكفي أن نذكر بأن باليرمو عاصمة بني كلب بشكل خاص وصقلية بشكل عام، كانت من المراكز الصناعية لمنطقة حوض البحر المتوسط. فقد جلبوا إليها الليمون والبرتقال وقصب السكر والقطن وأشجار التوت لتربية دودة القز. وبنوا نظام ري للزراعة، وصقلية تعتبر محور مهم للتجارة ما بين الشرق الأدنى وشمال أفريقيا مع الدويلات الإيطالية البحرية مثل بيزا وجنوة وأمالفي.

## أمراء بني كلب
- الحسن بن علي بن أبي الحسين الكلبي (336-341 هـ) (948-952 م)
- أحمد بن الحسن (341-359 هـ) (952-969)
- أبو القاسم علي بن الحسن (359-372 هـ) (969-982 م)
- جابر بن أبي القاسم (372-373 هـ) (982-983 م)
- جعفر بن محمد بن الحسين بن علي بن أبي الحسين (373-375 هـ) (983-985 م)
- عبد الله بن محمد (375-379 هـ) (985-990 م)
- أبو الفتح يوسف بن عبد الله (379-388 هـ) (990-998 م)
- جعفر بن يوسف (998-1017 م)
- أحمد الأكحل بن يوسف (1017-1037 م)
- حسن الصمصام (1040-1053 م)